# Hołny Wolmera
Hołny Wolmera – wieś w Polsce położona w województwie podlaskim, w powiecie sejneńskim, w gminie Sejny.
Określenie Wolmera pochodzi od Kazimierza Wolmera, zarządcy tutejszego majątku pojezuickiego, a następnie dziedzicznego właściciela miejscowych dóbr ziemskich. Za Królestwa Polskiego istniała wiejska gmina Hołny Wolmera.
Pod koniec XIX w. było 6 domów i 44 mieszkańców. Był tu folwark o powierzchni 2197 mórg. 
W 1929 wieś należała do gminy Berżniki. Majątek ziemski posiadał tu Wacław Kościałkowski (620 mórg).
W latach 1975–1998 miejscowość administracyjnie należała do województwa suwalskiego. W okresie międzywojennym stacjonowała tu strażnica Korpusu Ochrony Pogranicza, a po wojnie strażnica Wojsk Ochrony Pogranicza.

## Zabytki
Do rejestru zabytków Narodowego Instytutu Dziedzictwa wpisane są następujące obiekty:
- dawna gorzelnia dworska, później strażnica KOP, mur./drewn., 1904, po 1920 (nr rej.: A-594 z 27.01.2016).